# Robert Hoffmann
Pour les articles homonymes, voir Hoffmann.
Robert Hoffmann (né le 30 août 1939 à Salzbourg, en Autriche, et mort dans la même ville le 4 juillet 2022) est un acteur autrichien.

## Filmographie partielle
- 1964 : Les Aventures de Robinson Crusoé (en) de Jean Sacha (feuilleton)
- 1964 : Angélique, marquise des anges de Bernard Borderie
- 1964 : Merveilleuse Angélique de Bernard Borderie
- 1965 : Le Jour d'après (Up from the Beach) de Robert Parrish
- 1965 : Les Renégats du désert (Una ráfaga de plomo) de Paolo Heusch et Antonio Santillán (it)
- 1965 : Je la connaissais bien (Io la conosco bene) de Antonio Pietrangeli
- 1966 : Lutring... réveille-toi et meurs (Svegliati e uccidi) de Carlo Lizzani
- 1966 : Comment j'ai appris à aimer les femmes (Come imparai ad amare le donne) de Luciano Salce
- 1967 : Der Lügner und die Nonne (de) de Rolf Thiele
- 1967 : Domani non siamo più qui de Brunello Rondi
- 1967 : Le Carnaval des truands (Ad ogni costo) de Giuliano Montaldo
- 1968 : Services spéciaux, division K (Assignment K) de Val Guest
- 1968 : Vingt-quatre Heures de la vie d'une femme de Dominique Delouche
- 1968 : Le tueur frappe trois fois (La Morte non ha sesso) de Massimo Dallamano
- 1968 : Pour la conquête de Rome I (Kampf um Rom I - La calata dei Barbari) de Robert Siodmak : Totila
- 1969 : Pour la conquête de Rome II (Kampf um Rom II - Der Verrat) de Robert Siodmak : Totila
- 1969 : Perversion (Femmine insaziabili) de Alberto De Martino
- 1969 : Certes, certainement (Certo, certissimo... anzi probabile) de Marcello Fondato
- 1971 : La Vie sexuelle de Don Juan (Le Calde notti di Don Giovanni) de Alfonso Brescia
- 1972 : Le Manoir aux filles (Ragazza tutta nuda assassinata nel parco) de Alfonso Brescia
- 1973 : Chassés-croisés sur une lame de rasoir (Passi di danza su una lama di rasoio), de Maurizio Pradeaux : Alberto Morosini
- 1975 : Le Vieux Fusil de Robert Enrico
- 1974 : Spasmo d'Umberto Lenzi
- 1978 : La Quatrième Rencontre (Occhi dalle stelle) de Mario Gariazzo
- 1979 : Brigade mondaine : La Secte de Marrakech d'Eddy Matalon
- 1980 : Le Commando de sa Majesté (The Sea Wolves) d'Andrew V. McLaglen
- 1984 : La Septième Cible de Claude Pinoteau
- 1998 : Clarissa de Jacques Deray (TV)